# Председништво Савета Европске уније
Председништво Савета Европске уније је одговорно за функционисање Савета Европске уније, те је сузаконодавац законодавног тела ЕУ поред Европског парламента. Ротира се међу државама чланицама ЕУ сваких шест месеци. Председништво није појединац, већ функција држи национална влада. Понекад се погрешно назива „председником Европске уније”. Функција Председништва је да председава састанцима Савета, утврђује његове дневне редове, програм рада, те омогућава дијалог како на састанцима Савета, тако и са другим институцијама ЕУ. Председништво се тренутно, од јула 2025. године, налази у Данској.
Три председништва заредом позната су као председавајући трио. Тренутни трио (2025—2026) чине: Пољска (јануар—јун 2025), Данска (јул—децембар 2025) и Кипар (јануар—јун 2026). Немачко председавање започело је други циклус председавања, након што је систем уведен 2007. године.